# Through the Darkness
Through the Darkness (en hangul, 악의 마음을 읽는 자들; romanización revisada, Ag-ui Maeum-eul Ingneun Jadeul), es una serie de televisión surcoreana transmitida del 14 de enero de 2022 hasta el 12 de marzo de 2022 a través de SBS TV.
La serie está basada en la novela Those Who Read the Minds of Evil del perfilador criminal Kwon Il-yong y el autor Ko Na-mu.

## Sinopsis
La serie sigue a un grupo de perfiladores criminales que luchan por leer las mentes de los asesinos en serie.
Song Ha-young, es un tranquilo y carismático perfilador criminal, que investiga casos y examina profundamente la mente humana.

## Reparto

### Personajes principales
- Kim Nam-gil como Song Ha-young, un perfilador del equipo de Análisis de Conducta Criminal de la División de Investigación Científica de la Agencia de Policía Metropolitana de Seúl (SMPA) que profundiza en la mente humana.[8][9][10]
  - Lee Chun-moo como Ha-young (de pequeño) (Ep. 1)[11]
- Jin Seon-kyu como Gook Young-soo, el líder del equipo de Análisis de Conducta Criminal.[12][13]
- Kim So-jin como Yoon Tae-goo, la líder de equipo de la Unidad de Investigación Móvil en la División de Investigación Científica de la Agencia de Policía Metropolitana de Seúl (SMPA).[14]

### Personajes secundarios

#### Equipo de Análisis de Conducta Criminal
- Ryeoun como Jung Woo-joo, un joven que proporciona información y analiza diversos datos de incidentes. Más tarde se une al equipo de Song Ha-young y Gook Young-soo.[15]

#### Unidad Móvil de Investigación
- Lee Dae-yeon como Baek Jun-sik, el jefe de la división Penal de la SMPA.
- Kim Won-hae como Heo Gil-pyo, el jefe de la Unidad de Investigación Móvil de la SMPA.
- Jung Soon-won como Nam Il-young, el miembro más joven de la Unidad de Investigación Móvil quien respeta y sigue a Yoon Tae-goo incondicionalmente.[16]

### Otros personajes
- Gong Sung-ha como Choi Yoon-ji, una periodista novata del medio en línea Fact Today.
- Kim Hye-ok como Park Young-shin, es la madre de Song Ha-young.
- Jo Young-jin como Lee Jin-chul, es un comisionado general.
- Hong Woo-jin como Oh In-tak, un oficial forense en el equipo forense de SMPA y un subalterno de Gook Young-soo.
- Seo Dong-gap como Kim Bong-sik, el primer comandante del escuadrón.
- Go Geon-han como Yang Yong-cheol, un hombre que decía ser el asesino de "Red Hat".[17]
- Lee Ha-nee como Im Moo-sik, es un reportero.
- Choi Da-young como una enfermera (Ep. 1).
- Park Jin-young como un doctor (Ep. 1).
- Heo Seon-haeng como un médico forense (Ep. 1).
- Kim Yun-seul como una niña con el algodón de azúcar (Ep. 1).
- Kim Hyun como la madre de Choi Hwa-yeon (Ep. 1-2).
- Kim Deok-mu como la arrendataria de Choi Hwa-yeon (Ep. 1).
- Kim Kwan-mo como un policía encubierto (Ep. 1).
- Hwang Jung-min como un testigo clave de un crimen y el dueño del supermercado Turtle (Ep. 1).
- Lee Si-young como una madre soltera (Ep. 1).
- Yoon Hye-ri como Choi Hwa-yeon, una víctima de asesinato (Ep. 1-2).
- Oh Kyung-ju como Bang Ki-hoon, un sospechoso que fue investigado por matar a su novia Choi Hwa-yeon (Ep. 1-2).
- Oh Hee-joon como Kang Yoo-min, un miembro de la subestación de policía de Daebong (Ep. 1-2).
- Moon Dong-hyuk como Moon Tae-soo, un detective en la estación de policía de Dongbu (Ep. 1-2).
- Noh Ha-yeon como Lee Soo-hyun, una pequeña víctima de asesinato (Ep. 2-3).
- Park Yoo-mil como Lim Hyun-joo (Ep. 3).
- Lee Jong-yoon como Jang Deuk-hok (Ep. 3).
- Lee Jae-eun como la señora Kim, la dueña del motel (Ep. 3).
- Bae Sung-il como un detective (Ep. 3).
- Jung Chung-gu como un desarrollador de películas (Ep. 3).
- Kwon Eun-sung como Lee Ji-wook, el hermano mayor de Lee Soo-hyun (Ep. 3-4).
- Ki Hwan como el padre de Lee Soo-hyun (Ep. 3-4).
- Lee Hun-joo como la madre de Lee Soo-hyun (Ep. 3-4).
- Son Young-sun como una recicladora (Ep. 3-4)
- Woo Jung-kook como Cho Hyun-gil (Ep. 3-5)
- Jung Young-keum como la arrendataria de Cho Hyun-gil (Ep. 4).
- Choi Nam-wook como el propietario de la tienda de conveniencia (Ep. 4).
- Han Joon-woo como Goo Young-chun, un asesino en serie psicópata (Ep. 4-8).[18]
- Goo Sung-hwan como Hwang Dae-sun (Ep. 5).
- Seo Myung-chan como Han Seok-hoon, un profesor (Ep. 5).
- Seon Yool-woo como un detective (Ep. 5, 9).
- Hwang In-joon como un detective (Ep. 5).
- Oh Kyu-taek un hombre tomando con el fiscal (Ep. 5).
- Hong Ye-ji como una empleada de la librería (Ep. 6).
- Kim Jung-hee como Nam Ki-tae, un asesino en serie psicópata (Ep. 6-9).[19][20]
- Kim Bum-joon como un testigo (Ep. 7).
- Yoo Yong como un detective (Ep. 7).
- Lee Geun-hoo como Kwak Man-hyun (Ep. 7).
- Lee Dong-kyu como un comunicador (Ep. 7).
- Lee Jae-woo como el detective Kim (Ep. 7).
- Sung No-jin como un examinador forense (Ep. 7, 9).
- Kim Kyung-min como el profesor An (Ep. 7, 9).
- Kim Joo-ah como una empleada del columbarium (Ep. 9).
- Choi Min-hyeok como una víctima (Ep. 9).
- Han Dae-gwan como el padre de una víctima (Ep. 9).
- Kim Nak-kyun como un detective (Ep. 10).
- Choi Sol-hee como Yang Ji-sook, una víctima (Ep. 10-11).
- Na Chul como un delincuente (Ep. 10-12).
- Hong Eun-jeong como una mujer de la parada de autobús de Manyeon (Ep. 11).
- Noh Eun-ha como una mujer en el @ATM (Ep. 11).
- Jung Yu-yeon como una mujer de la aldea de Geumchan (Ep. 11).
- Kim Bong-soo como el padre de Yang Ji-sook (Ep. 12).
- Kim Bong-hee como la madre de Yang Ji-sook (Ep. 12).
- Bo Ra-na como la dueña de la sala de masajes (Ep. 12).
- Lee Ye-joo como una pequeña niña en el árbol.

### Apariciones especiales
- Ha Do-kwon como Shin Ki-ho, el director del medio en línea Fact Today.
- Jung Man-sik como Park Dae-woong, un detective en la estación de policía de Dongbu y líder del escuadrón del crimen (Ep. 1-2, 11-12).
- Oh Seung-hoon como Jo Kang-moo, un joven asesino en serie (Ep. 1-2).

## Episodios
La serie está conformada por dieciséis episodios, los cuales son transmitidos todos los viernes y sábados a las 22:00 huso horario de Corea (KST).
Originalmente la serie sería estrenada en octubre de 2021, sin embargo más tarde se confirmó que la serie sería estrenada el 14 de enero de 2022.
Después del estreno del sexto episodio, la emisión de la serie fue suspendida durante tres semanas debido a la transmisión de los Juegos Olímpicos de Invierno de 2022.

### Índice de audiencia
Los números en color rojo indican las calificaciones más bajas, mientras que los números en azul indican las calificaciones más altas.
| Episodio | Fecha de emisión      | Participación promedio de audiencia | Participación promedio de audiencia | Participación promedio de audiencia |
| Episodio | Fecha de emisión      | Nielsen Korea                       | Nielsen Korea                       | TNmS                                |
| Episodio | Fecha de emisión      | Nacional                            | Seúl                                | Nacional                            |
| -------- | --------------------- | ----------------------------------- | ----------------------------------- | ----------------------------------- |
| 1        | 14 de enero de 2022   | 6.2 % (14.ª)                        | 6.4 %                               | 5.2 % (14.ª)                        |
| 2        | 15 de enero de 2022   | 7.5 % (7.ª)                         | 8.1 % (5.ª)                         | 5.2 % (17.ª)                        |
| 3        | 21 de enero de 2022   | 7.9 % (9.ª)                         | 8.6 % (9.ª)                         | 5.6 % (12.ª)                        |
| 4        | 22 de enero de 2022   | 8.2 % (5.ª)                         | 8.6 % (2.ª)                         | 6.2 % (6.ª)                         |
| 5        | 28 de enero de 2022   | 7.5 % (10.ª)                        | 8.6 % (6.ª)                         | 6.0 % (9.ª)                         |
| 6        | 29 de enero de 2022   | 6.9 % (9.ª)                         | 7.8 % (6.ª)                         | 5.1 % (16.ª)                        |
| 7        | 25 de febrero de 2022 | 7.4 % (8.ª)                         | 8.0 % (5.ª)                         | 6.6 % (11.ª)                        |
| 8        | 26 de febrero de 2022 | 5.0 % (19.ª)                        | 5.1 % (17.ª)                        | 4.9 % (18.ª)                        |
| 9        | 4 de marzo de 2022    | 8.3 % (3.ª)                         | 8.9 % (3.ª)                         | 6.8 % (10.ª)                        |
| 10       | 5 de marzo de 2022    | 6.0 % (12.ª)                        | 6.2 % (11.ª)                        | 4.6 % (17.ª)                        |
| 11       | 11 de marzo de 2022   | 7.3 % (7.ª)                         | 7.9 % (6.ª)                         | 6.3 % (11.ª)                        |
| 12       | 12 de marzo de 2022   | 7.0 % (8.ª)                         | 7.6 % (5.ª)                         | 5.9 % (11.ª)                        |
| Promedio | Promedio              | 7.10 %                              | 7.65 %                              | 5.70 %                              |

## Banda sonora
| N.º | Título                                            | Artista         | Duración |  |
| 1.  | «Lullaby» (스윗해)                                | Nerd Connection | 3:36     |  |
| 2.  | «Can't Run Away»                                  | Isaac Hong      | 3:05     |  |
| 3.  | «Bloom and Fall Alone» (홀로 피고 진 꽃)          | Kim So-yeon     | 3:27     |  |
| 4.  | «The Leopard of Killimanjaro» (킬리만자로의 표범) | 4Men            | 4:21     |  |

## Premios y nominaciones
| Año  | Categoría   | Premios                  | Nominado(a) | Resultado |
| ---- | ----------- | ------------------------ | ----------- | --------- |
| 2022 | Mejor actor | 58th Baeksang Arts Award | Kim Nam-gil | Pendiente |

## Producción
La serie está basada en el libro de no ficción de 2018 del mismo título coescrito por el primer perfilador criminal de Corea, Kwon Il-yong, y el periodista convertido en autor, Ko Na-mu, que cuenta la historia de las experiencias de campo de Il-yong.
La dirección está a cargo de Park Bo-ram (박보람), mientras que el guion está en manos de Seol Yi-na (설이나). La serie también cuenta con el apoyo de la compañía de producción Studio S.
Las fotos de la lectura del guion fueron reveladas en 2021. Mientras que la conferencia en línea fue realizada el 11 de enero del mismo año.

### Recepción
El 18 de enero de 2022, Good Data Corporation compartió su nueva clasificación de los dramas y miembros del elenco que generaron más revuelo durante la semana. Las listas se compilaron a partir del análisis de artículos de noticias, publicaciones de blogs, comunidades en línea, videos y publicaciones en redes sociales sobre los dramas que están actualmente al aire o que saldrán al aire próximamente. La serie obtuvo el puesto número 4 en la lista de dramas, más comentados de la semana. Mientras que el actor Kim Nam-gil ocupó el puesto número 4 dentro de los diez miembros del elenco más comentados de la semana.
El 25 de enero de 2022, Good Data Corporation compartió su nueva clasificación de los dramas y miembros del elenco que generaron más revuelo durante la semana. Las listas se compilaron a partir del análisis de artículos de noticias, publicaciones de blogs, comunidades en línea, videos y publicaciones en redes sociales sobre los dramas que están actualmente al aire o que saldrán al aire próximamente. La serie obtuvo el puesto número 4 en la lista de dramas, más comentados de la semana. Mientras que el actor Kim Nam-gil ocupó el puesto número 5 dentro de los diez miembros del elenco más comentados de la semana.
El 4 de febrero de 2022, Good Data Corporation compartió su nueva clasificación de los dramas y miembros del elenco que generaron más revuelo durante la semana. Las listas se compilaron a partir del análisis de artículos de noticias, publicaciones de blogs, comunidades en línea, videos y publicaciones en redes sociales sobre los dramas que están actualmente al aire o que saldrán al aire próximamente. La serie obtuvo el puesto número 4 en la lista de dramas, más comentados de la semana. Mientras que el actor Kim Nam-gil ocupó el puesto número 6 dentro de los diez miembros del elenco más comentados de la semana.
El 8 de febrero de 2022, Good Data Corporation compartió su nueva clasificación de los dramas y miembros del elenco que generaron más revuelo durante la semana. Las listas se compilaron a partir del análisis de artículos de noticias, publicaciones de blogs, comunidades en línea, videos y publicaciones en redes sociales sobre los dramas que están actualmente al aire o que saldrán al aire próximamente. La serie obtuvo el puesto número 3 en la lista de dramas, más comentados de la semana.
El 15 de febrero de 2022, Good Data Corporation compartió su nueva clasificación de los dramas y miembros del elenco que generaron más revuelo durante la semana. Las listas se compilaron a partir del análisis de artículos de noticias, publicaciones de blogs, comunidades en línea, videos y publicaciones en redes sociales sobre los dramas que están actualmente al aire o que saldrán al aire próximamente. La serie obtuvo el puesto número 7 en la lista de dramas, más comentados de la semana.
El 22 de febrero de 2022, Good Data Corporation compartió su nueva clasificación de los dramas y miembros del elenco que generaron más revuelo durante la semana. Las listas se compilaron a partir del análisis de artículos de noticias, publicaciones de blogs, comunidades en línea, videos y publicaciones en redes sociales sobre los dramas que están actualmente al aire o que saldrán al aire próximamente. La serie obtuvo el puesto número 7 en la lista de dramas, más comentados de la semana.
El 2 de marzo de 2022, Good Data Corporation compartió su nueva clasificación de los dramas y miembros del elenco que generaron más revuelo durante la semana. Las listas se compilaron a partir del análisis de artículos de noticias, publicaciones de blogs, comunidades en línea, videos y publicaciones en redes sociales sobre los dramas que están actualmente al aire o que saldrán al aire próximamente. La serie obtuvo el puesto número 5 en la lista de dramas, más comentados de la semana. Mientras que el actor Kim Nam-gil ocupó el puesto número 9 dentro de los diez miembros del elenco más comentados de la semana.
El 8 de marzo de 2022, Good Data Corporation compartió su nueva clasificación de los dramas y miembros del elenco que generaron más revuelo durante la semana. Las listas se compilaron a partir del análisis de artículos de noticias, publicaciones de blogs, comunidades en línea, videos y publicaciones en redes sociales sobre los dramas que están actualmente al aire o que saldrán al aire próximamente. La serie obtuvo el puesto número 6 en la lista de dramas, más comentados de la semana. Mientras que el actor Kim Nam-gil ocupó el puesto 8 dentro de los diez miembros del elenco más comentados de la semana.
El 15 de marzo de 2022, Good Data Corporation compartió su nueva clasificación de los dramas y miembros del elenco que generaron más revuelo durante la semana. Las listas se compilaron a partir del análisis de artículos de noticias, publicaciones de blogs, comunidades en línea, videos y publicaciones en redes sociales sobre los dramas que están actualmente al aire o que saldrán al aire próximamente. La serie obtuvo el puesto número 4 en la lista de dramas, más comentados de la semana. Mientras que el actor Kim Nam-gil ocupó el puesto número 6 dentro de los diez miembros del elenco más comentados de la semana.